# Icon (Nirvana)
Icon è una raccolta del gruppo musicale statunitense Nirvana, pubblicato il 31 agosto 2010 dalla Geffen Records.

## Descrizione
Icon è il secondo "greatest hits" della band. L'album fa parte della serie Icon lanciata dalla Universal Music Enterprises, che si prefiggeva di pubblicare raccolte dei successi di numerosi artisti in ambito rock, pop, R&B, & country.
Il disco include You Know You're Right, già pubblicata in precedenza nella compilation Nirvana del 2002, tutti e quattro i singoli di successo estratti da Nevermind (Smells Like Teen Spirit, Come as You Are, Lithium, In Bloom), tre singoli dal successivo In Utero (Heart-Shaped Box, Pennyroyal Tea, Rape Me), più una traccia non singolo sempre da In Utero (Dumb). L'album include anche due brani tratti da MTV Unplugged in New York (About a Girl e All Apologies).

## Tracce
1. You Know You're Right [Album Version] – 3:37
2. Smells Like Teen Spirit [Album Version] – 5:02
3. Come As You Are [Album Version] – 3:40
4. Lithium [Album Version] – 4:17
5. In Bloom [Album Version] – 4:15
6. Heart Shaped Box [Album Version] – 4:40
7. Pennyroyal Tea [Album Version] – 3:36
8. Rape Me [Album Version] – 2:50
9. Dumb [Album Version] – 2:31
10. About a Girl [Live MTV Unplugged – Edit] – 3:08
11. All Apologies [Live MTV Unplugged – Edit] – 3:45

## Formazione
- Kurt Cobain – chitarra e voce
- Krist Novoselic – basso
- Dave Grohl – batteria e cori
- Pat Smear – chitarra nelle versioni "unplugged"
- Lori Goldston – violoncello in All Apologies
- Kera Schaley – violoncello in Dumb